# Bas-Limbé
Bas-Limbé, in creolo haitiano Ba Lenbe, è un comune di Haiti facente parte dell'arrondissement di Limbé nel dipartimento del Nord.